# 特夫爾達

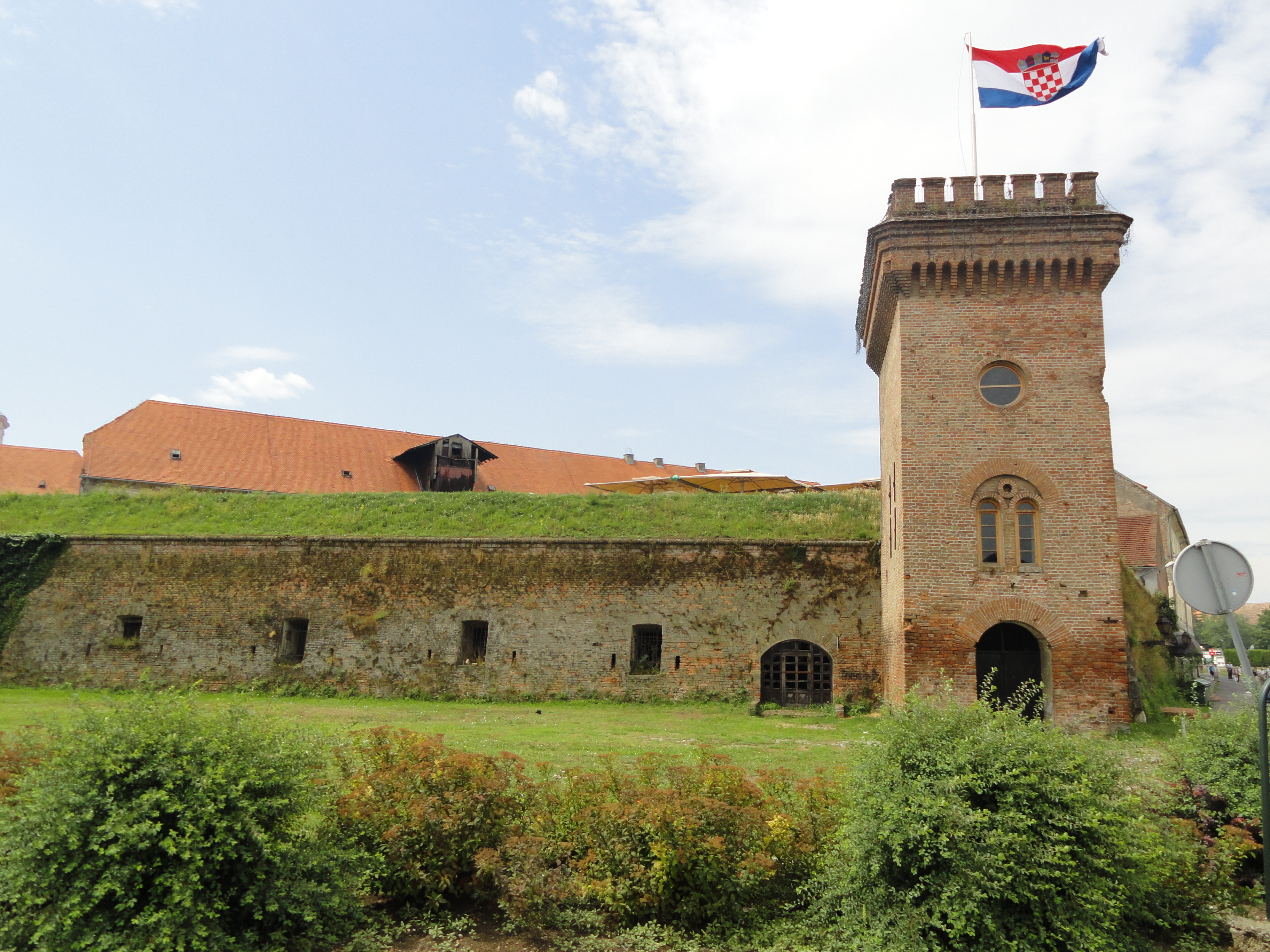
特夫爾達

特夫爾達是指克羅埃西亞城市奧西耶克的老城區。特夫爾達是克羅埃西亞巴洛克建築保存最完好且規模最大的一個地區，被列為世界文化遺產。

## 外部連結
- Tvrđa City District[永久] （克羅埃西亞文） （英文）
- Interactive map of Tvrđa[永久] （克羅埃西亞文）
- Agency for Restoration of Osijek Tvrđa （页面存档备份，存于） （克羅埃西亞文）